# Ibn Kammuna
Saʿd ibn Manṣūr ibn Kammūna (* 1215(?) in Bagdad; † 1284 (?) in Hilla) war ein jüdischer Philosoph, Theologe und Arzt. Seine Arbeit umfasst kritische Schriften zum Werk von Ibn Sina und Schihab ad-Din Yahya Suhrawardi und einen für seine Zeit ungewöhnlichen Vergleich der drei Religionen Judentum, Christentum und Islam, der in der zeitgenössischen Forschung stark rezipiert wird.

## Leben
Insgesamt ist über Ibn Kammūnas Leben sehr wenig bekannt. Er wurde Anfang des 13. Jahrhunderts geboren und hat eine geraume Zeit seines Lebens in der damaligen Kulturmetropole Bagdad gelebt und gearbeitet. 1284 wurde bekannt, dass Ibn Kammūna in seiner „Untersuchung über die drei Religionen“ den Islam kritisiert und die göttliche Sendung Mohammeds angezweifelt hatte. Es kam, wie der arabische Historiker Ibn al-Fuwati berichtet, zu Unruhen in Bagdad. Ibn Kammūna wurde in Abwesenheit zum Tod auf dem Scheiterhaufen verurteilt, entkam aber zu seinem Sohn nach Hilla, wo er vermutlich auch starb.

## Werke
Sein heute bekanntestes Werk ist der 1280 entstandene Religionsvergleich „Untersuchung über die drei Religionen“ (Tanqih al-abhath li-l-milal al-thalath). Hierin vergleicht und beurteilt er, nach eigener Aussage, nur nach Maßstäben der Vernunft die Prophetie der drei großen Religionen Judentum, Christentum und Islam. Er ist bemüht, nicht eine Religion durch Polemik zu diskreditieren, sondern mittels der Vernunft auf Widersprüche hinzuweisen, die diese Religionen aus seiner Sicht enthalten. Die Besonderheit seines Werkes besteht darin, dass er alte und häufig gebrauchte Argumente aufgreift und versucht, sie von emotionalen und polemischen Elementen zu befreien. Somit ist sein Werk einzigartig innerhalb der mittelalterlichen religiösen Polemik.

## Schriften
- Ibn Kammūna: Examination of the Three Faiths Translated by Moshe Perlmann, Berkeley and Los Angeles 1971
- Ibn Kammūna: Al-Tanqihat fi sharh al-Talwihat. Refinement and commentary on Suhrawardi's Intimations. A Thirteenth Century Text on Natural Philosophy and Psychology. Eds. Hossein Ziai and Ahmed Alwishah. Costa Mesa, California 2003
- Leon Nemoy (ed.): The Arabic Treatise on the Immortality of the Soul by Sa'd ibn Mansur ibn Kammuna (XIII century). Facsimile Reproduction of the Only Known Manuscript (Cod. Landberg 510, fol. 58-70) in the Yale University Library. With a Bibliographical Note. New Haven 1944

## Untersuchungen
- Reza Pourjavady & Sabine Schmidtke: A Jewish Philosopher of Baghdad. 'Izz al-Dawla Ibn Kammuna (d. 683/1284) and his writings, Leiden: Brill, 2006 (Islamic Philosophy, Theology and Science; 65)